# Het kleine meisje Bois-Caïman: boek 2
Het kleine meisje Bois-Caïman: boek 2, uitgegeven in 2010, is het zevende deel van de zevendelige stripreeks De kinderen van de wind, een stripverhaal gemaakt door François Bourgeon. Het vormt samen met het hiervoor in 2009 verschenen eerste deel een vervolg op de oorspronkelijke serie.

## Publicatie
De eerste vijf delen van de reeks vormen een afgerond stripverhaal. Het eerste deel van de sequel verscheen 25 jaar na datum in 2009 bij uitgeverij 12bis. Het vervolg werd uitgebracht in 2010. 